# Caproni Ca.306
Die Caproni Ca.306 war ein italienisches ziviles Transportflugzeug.

## Entwicklung
Die Caproni Ca.306 Borea (Nordwind) wurde erstmals im Jahr 1935 auf der Flugausstellung in Mailand gezeigt. Sie war ein Tiefdecker mit zwei in Gondeln untergebrachten Motoren. Das Fahrwerk war starr und unter den Gondeln befestigt. Die Maschine war für zwei Besatzungsmitglieder und bis zu sechs Passagiere ausgelegt.

## Leistung
Mit einer Einsatzgeschwindigkeit von etwa 210 km/h war sie zwar langsamer als viele vergleichbare zeitgenössische Flugzeuge, dafür zeichnete sie sich aber durch ein gutmütiges Flugverhalten und die Fähigkeit zum Einsatz in heißen Gegenden aus. Zwei Exemplare wurden daher auch an die italienische Kolonialverwaltung nach Libyen geliefert. Weitere sechs Exemplare gingen an die italienische Fluggesellschaft Ala Littoria.

## Nachfolgemodelle
Obwohl von diesem Modell somit nur wenige Exemplare hergestellt worden waren, war die Ca.306 Borea doch die Vorläuferin einer ganzen Reihe von leichten zweimotorigen Modellen, die in den verschiedensten Funktionen verwendet wurden.
- Caproni Ca.309: Mehrzweckflugzeug mit höherer Leistung und verlängertem Bug
- Caproni Ca.310: Stärkeres Modell mit einziehbarem Fahrwerk, auch als Schwimmerflugzeug-Untervariante Idor
- Caproni Ca.311: Bomberversion mit verglastem Bug und Defensivbewaffnung
- Caproni Ca.312: Version der Ca.310 mit stärkeren Motoren
- Caproni Ca.313: Version der Ca.310 mit Isotta-Fraschini-Asso-Motoren
- Caproni Ca.314: Version der Ca.313 mit verstärkter Bewaffnung

## Technische Daten
| Kenngröße             | Daten                                                            |
| --------------------- | ---------------------------------------------------------------- |
| Besatzung             | 2                                                                |
| Passagiere            | 6                                                                |
| Länge                 | 12,90 m                                                          |
| Spannweite            | 16,20 m                                                          |
| Höhe                  | 3,25 m                                                           |
| Flügelfläche          | 38,70 m²                                                         |
| Flügelstreckung       | 6,8                                                              |
| Flächenbelastung      | 67,8 kg/m²                                                       |
| Leistungsbelastung    | 6,5 kg/PS                                                        |
| Flächenleistung       | 10,4 PS/m²                                                       |
| Rüstmasse             | 1700 kg                                                          |
| Zuladung              | 900 kg                                                           |
| Startmasse            | 2600 kg                                                          |
| Höchstgeschwindigkeit | 246 km/h                                                         |
| Reisegeschwindigkeit  | 220 km/h                                                         |
| Landegeschwindigkeit  | 85 km/h                                                          |
| Steiggeschwindigkeit  | 4,3 m/s in Bodennähe                                             |
| Dienstgipfelhöhe      | 5000 m 1000 m bei Einmotorenflug                                 |
| Reichweite            | ? km                                                             |
| Triebwerke            | 2 × 6-Zylinder-Reihenmotoren Walter Major mit je 138 kW (188 PS) |